# نيدرلاند
نيدرلاند (بالإنجليزية: Nederland, Texas)‏ هي مدينة تقع بولاية تكساس في شمال شرق الولايات المتحدة. تبلغ مساحة هذه المدينة 14.8 (كم²)، وترتفع عن سطح البحر 5 م، بلغ عدد سكانها 17547 نسمة في عام 2010 حسب إحصاء مكتب تعداد الولايات المتحدة وتصل الكثافة السكانية فيها 1182.7 نسمة/كم2.

## التركيبة السكانية
حدّد مكتب تعداد الولايات المتحدة بيانات التركيبة السكانية لنيدرلاند في تعداد الولايات المتحدة. في ما يلي، التركيبة السكانية حسب تعدادي 2000 و2010.

### تعداد عام 2000
بلغ عدد سكان نيدرلاند 17,422 نسمة بحسب تعداد عام 2000، وبلغ عدد الأسر 6,858 أسرة وعدد العائلات 5,021 عائلة مقيمة في المدينة. في حين سجلت الكثافة السكانية 1,111.8 نسمة لكل كيلومتر مربع (2,879.5/ميل2). وبلغ عدد الوحدات السكنية 7,226 وحدة بمتوسط كثافة قدره 461.1 لكل كيلومتر مربع (1,194.2/ميل2).
وتوزع التركيب العرقي للمدينة بنسبة 93.51% من البيض و0.89% من الأمريكيين الأفارقة و0.33% من الأمريكيين الأصليين و2.02% من الأمريكيين ذوي الأصول الآسيوية و0.04% من سكان جزر المحيط الهادئ و2.01% من الأعراق الأخرى و1.19% من عرقين مختلطين أو أكثر و6.25% من الهسبانيون أو اللاتينيون من أي عرق.
بلغ عدد الأسر 6,858 أسرة كانت نسبة 37.9% منها لديها أطفال تحت سن الثامنة عشر تعيش معهم، وبلغت نسبة الأزواج القاطنين مع بعضهم البعض 58.8% من أصل المجموع الكلي للأسر، ونسبة 10.3% من الأسر كان لديها معيلات من الإناث دون وجود شريك، بينما كانت نسبة 4.1% من الأسر لديها معيلون من الذكور دون وجود شريكة وكانت نسبة 26.8% من غير العائلات. تألفت نسبة 23.6% من أصل جميع الأسر من عدة أفراد يعيشون في نفس المنزل ونسبة 9.6% كانت تتألف من شخص يعيش بمفرده يبلغ من العمر 65 عاماً أو أكثر. وبلغ متوسط حجم الأسرة المعيشية 2.54، أما متوسط حجم العائلات فبلغ 3.00.
بلغ العمر الوسطي للسكان 36.7 عاماً. وكانت نسبة 26.2% من القاطنين تحت سن الثامنة عشر، وكانت نسبة 8.5% بين الثامنة عشر والرابعة والعشرين عاماً، ونسبة 29.6% كانت واقعةً في الفئة العمرية ما بين الخامسة والعشرين والرابعة والأربعين عاماً، ونسبة 21.7% كانت ما بين الخامسة والأربعين والرابعة والستين، ونسبة 14% كانت ضمن فئة الخامسة والستين عاماً فما فوق. يوجد لكل 100 أنثى 95.3 ذكر، ويوجد لكل 100 أنثى في الثامنة عشر من عمرها فما فوق 92.6 ذكر.
بلغ متوسط دخل الأسرة في المدينة 45,188 دولارًا، أما متوسط دخل العائلة فبلغ 51,525 دولارًا. وكان متوسط دخل الذكور 43,691 دولارًا مقابل 25,457 دولارًا للإناث. وسجل دخل الفرد الخاص بالمدينة 20,408 دولارًا. وكانت نسبة 5.5% من العائلات ونسبة 6.7% من السكان تحت خط الفقر، وكان من هؤلاء نسبة 8.2% تحت سن الثامنة عشر ونسبة 5.6% في الخامسة والستين من العمر وما فوق.

### تعداد عام 2010
بلغ عدد سكان نيدرلاند 17,547 نسمة بحسب تعداد عام 2010، وبلغ عدد الأسر 7,122 أسرة وعدد العائلات 4,944 عائلة مقيمة في المدينة. في حين سجلت الكثافة السكانية 1,119.8 نسمة لكل كيلومتر مربع (2,900.3/ميل2). وبلغ عدد الوحدات السكنية 7,689 وحدة بمتوسط كثافة قدره 490.7 لكل كيلومتر مربع (1,270.9/ميل2).
وتوزع التركيب العرقي للمدينة بنسبة 87.80% من البيض و4.01% من الأمريكيين الأفارقة و0.31% من الأمريكيين الأصليين و2.80% من الأمريكيين ذوي الأصول الآسيوية و0.02% من سكان جزر المحيط الهادئ و3.36% من الأعراق الأخرى و1.70% من عرقين مختلطين أو أكثر و10.66% من الهسبانيون أو اللاتينيون من أي عرق.
بلغ عدد الأسر 7,122 أسرة كانت نسبة 33.8% منها لديها أطفال تحت سن الثامنة عشر تعيش معهم، وبلغت نسبة الأزواج القاطنين مع بعضهم البعض 50.7% من أصل المجموع الكلي للأسر، ونسبة 13.4% من الأسر كان لديها معيلات من الإناث دون وجود شريك، بينما كانت نسبة 5.3% من الأسر لديها معيلون من الذكور دون وجود شريكة وكانت نسبة 30.6% من غير العائلات. تألفت نسبة 26.2% من أصل جميع الأسر من عدة أفراد يعيشون في نفس المنزل ونسبة 9.4% كانت تتألف من شخص يعيش بمفرده يبلغ من العمر 65 عاماً أو أكثر. وبلغ متوسط حجم الأسرة المعيشية 2.46، أما متوسط حجم العائلات فبلغ 2.96.
بلغ العمر الوسطي للسكان 37.3 عاماً. وكانت نسبة 24.1% من القاطنين تحت سن الثامنة عشر، وكانت نسبة 9% بين الثامنة عشر والرابعة والعشرين عاماً، ونسبة 26.6% كانت واقعةً في الفئة العمرية ما بين الخامسة والعشرين والرابعة والأربعين عاماً، ونسبة 26% كانت ما بين الخامسة والأربعين والرابعة والستين، ونسبة 14.4% كانت ضمن فئة الخامسة والستين عاماً فما فوق. وتوزع التركيب الجنسي للسكان بنسبة 49% ذكور و51% إناث.

## المناخ
يظهر الجدول التالي التغييرات المناخية على مدار السنة لنيدرلاند:
| البيانات المناخية لـنيدرلاند      | البيانات المناخية لـنيدرلاند | البيانات المناخية لـنيدرلاند | البيانات المناخية لـنيدرلاند | البيانات المناخية لـنيدرلاند | البيانات المناخية لـنيدرلاند | البيانات المناخية لـنيدرلاند | البيانات المناخية لـنيدرلاند | البيانات المناخية لـنيدرلاند | البيانات المناخية لـنيدرلاند | البيانات المناخية لـنيدرلاند | البيانات المناخية لـنيدرلاند | البيانات المناخية لـنيدرلاند | البيانات المناخية لـنيدرلاند |
| الشهر                             | يناير                        | فبراير                       | مارس                         | أبريل                        | مايو                         | يونيو                        | يوليو                        | أغسطس                        | سبتمبر                       | أكتوبر                       | نوفمبر                       | ديسمبر                       | المعدل السنوي                |
| --------------------------------- | ---------------------------- | ---------------------------- | ---------------------------- | ---------------------------- | ---------------------------- | ---------------------------- | ---------------------------- | ---------------------------- | ---------------------------- | ---------------------------- | ---------------------------- | ---------------------------- | ---------------------------- |
| الدرجة القصوى °ف (°م)             | 86 (30)                      | 90 (32)                      | 95 (35)                      | 94 (34)                      | 101 (38)                     | 106 (41)                     | 108 (42)                     | 108 (42)                     | 105 (41)                     | 99 (37)                      | 94 (34)                      | 86 (30)                      | 108 (42)                     |
| متوسط درجة الحرارة الكبرى °ف (°م) | 62 (17)                      | 65 (18)                      | 72 (22)                      | 78 (26)                      | 85 (29)                      | 90 (32)                      | 92 (33)                      | 92 (33)                      | 88 (31)                      | 81 (27)                      | 72 (22)                      | 64 (18)                      | 78 (26)                      |
| متوسط درجة الحرارة الصغرى °ف (°م) | 43 (6)                       | 56 (13)                      | 52 (11)                      | 59 (15)                      | 67 (19)                      | 73 (23)                      | 74 (23)                      | 74 (23)                      | 70 (21)                      | 61 (16)                      | 52 (11)                      | 45 (7)                       | 61 (16)                      |
| أدنى درجة حرارة °ف (°م)           | 11 (−12)                     | 10 (−12)                     | 20 (−7)                      | 32 (0)                       | 45 (7)                       | 53 (12)                      | 61 (16)                      | 58 (14)                      | 45 (7)                       | 30 (−1)                      | 22 (−6)                      | 12 (−11)                     | 10 (−12)                     |
| الهطول إنش (مم)                   | 5.62 (143)                   | 3.70 (94)                    | 3.53 (90)                    | 3.21 (82)                    | 5.23 (133)                   | 7.09 (180)                   | 5.96 (151)                   | 5.38 (137)                   | 5.97 (152)                   | 5.58 (142)                   | 4.40 (112)                   | 5.29 (134)                   | 60.96 (1٬550)                |
| المصدر: The Weather Channel       |                              |                              |                              |                              |                              |                              |                              |                              |                              |                              |                              |                              |                              |

## أعلام
- كندريك بيركنز
- كلاي بوتشولز
- دافي ارنود
- لانس واتسون
- ليون فاولر

## وصلات خارجية
- The US50 - Cities and Towns in Texas State